# 杰里米·海沃德
杰里米·海沃德（英語：Jeremy Hayward，1993年3月3日—），来自北领地，澳大利亚男子曲棍球运动员。他曾代表澳大利亚国家队参加2020年夏季奥林匹克运动会曲棍球比赛，获得一枚银牌。